# Мухсин Хендрикс
Мухсин Хендрикс (јун 1967 – 15. фебруар 2025) био је јужноафрички имам, исламски учењак и ЛГБТ активиста. Био је укључен у разне групе за заговарање права ЛГБТ муслимана и залагао се за веће прихватање ЛГБТ особа унутар ислама. Сматра се првим отворено хомосексуалним имамом на свету, након што је 1996. године јавно признао да је геј. Хендрикс је у фебруару 2025. године у Гкербехи у Јужној Африци постао жртва злочина из мржње и преминуо је од последица рањавања ватреним оружјем у покушају убиства.